# Uxío Carré Aldao
Uxío Carré Aldao (Corunha, 5 de Novembro de 1859 — Corunha, 18 de Dezembro de 1932) foi um escritor e livreiro galego.

Mercou em 1891 a livraria de Andrés Martínez Salazar e a imprensa de Domingo Puga, onde tinha lugar a tertúlia galeguista, conhecida como A Cova Céltica, da qual Uxío Carré era o principal animador. A sua imprensa foi origem de grande parte dos livros em língua galega da época.

Foi membro da Liga Gallega (1897) e Solidaridade Galega (1907), e foi um dos fundadores da Real Academia Galega.

## Obra
- Brétemas, 1896 (prosa e verso em galego)
- Rayolas, 1898 (prosa e verso em galego)
- Apuntes para la historia de la imprenta y el periodismo, 1901 (ensaio em castelhano)
- La literatura gallega em el siglo XIX, 1903 (ensaio em castelhano)
- Sacrificio, 1904 (teatro em galego)
- Catecismo solidario, 1907 (com Juan Beltrán, em galego)
- Literatura gallega, 1911 (ensaio em castelhano)
- Contos da forxa, 1919 (narrativa em galego)
- A Terra chama, 1925 (novela em galego)